# Frank Domeier
Frank Domeier (* 1964 in Minden) ist ein deutscher Schriftsteller.

## Leben
Frank Domeier wurde 1964 in Minden geboren und wuchs in Porta Westfalica auf. Nach der Grundschule in Hausberge besuchte er das  Besselgymnasium in Minden. In den Jahren 1984 bis 1989 studierte er Physik an der Universität in Bielefeld. Danach arbeitete als Softwareentwickler und IT-Berater in verschiedenen Unternehmen in Hamburg, Hameln, Bonn und Hannover.
In seiner Freizeit beschäftigte er sich aber seit seiner Jugend mit Ahnenforschung und mittelalterlicher Geschichte. Daher spielen seine Romane im späten Mittelalter.
Frank Domeier ist verheiratet und lebt in Porta Westfalica. Er gehört der Religionsgemeinschaft der Zeugen Jehovas an.

## Werke
- Die Herren vom Berge (2007) ISBN 978-3940077066
- Ehrbare Händler (2008) ISBN 978-3940077318
- Die heilige Ketzerin (2009) ISBN 978-3940077509
- Im Schatten der Burgen (2010) ISBN 978-3940077806
- Schweigende Mauern (2011) ISBN 978-3942446143